# Acerentomon dispar
Acerentomon dispar är en urinsektsart som beskrevs av Stach 1954. Acerentomon dispar ingår i släktet Acerentomon och familjen lönntrevfotingar. Inga underarter finns listade i Catalogue of Life.